# NGC 6858
NGC 6858 — группа звёзд в созвездии Орёл.
Звёздное скопление чётко выделяется на фоне окружающего его звёздного неба. Наиболее яркие объекты - звезда девятой звёздной величины и две звезды одиннадцатой звёздной величины, которые образуют треугольник. Также в скоплении присутствуют звёзды 13 и 14-й величины. Изданный в 1973 году Пересмотренный новый общий каталог туманностей и звёздных скоплений относит NGC 6858 к классу "несуществующих" объектов .